# Guyana en los Juegos Olímpicos de Atlanta 1996
Guyana estuvo representada en los Juegos Olímpicos de Atlanta 1996 por siete deportistas, seis hombres y una mujer, que compitieron en dos deportes.
El portador de la bandera en la ceremonia de apertura fue el boxeador John Douglas. El equipo olímpico guyanés no obtuvo ninguna medalla en estos Juegos.